# Флаг Арканзаса
Флаг Арканзаса (англ. Flag of Arkansas) — один из символов американского штата Арканзас.

## Описание
Флаг штата Арканзас представляет собой красное полотнище с расположенным в центре белым ромбом (символизирующем алмаз) с синей полосой по периметру. На флаге изображены двадцать девять пятиконечных звёзд: двадцать пять белых маленьких звёзд в пределах синей полосы и четыре больших синих звезды в алмазе. Надпись «ARKANSAS» (с англ. — «Арканзас») синего цвета расположена внутри алмаза с одной звездой над ней и тремя звёздами под ней. Верхняя звезда и две крайние нижние звезды изображены лучом вверх; нижняя звезда — лучом вниз.

## Символика флага
Элементы флага имеют сложную символику. Согласно государственному закону штата Арканзас о флаге (1987 год), алмаз символизирует статус Арканзаса как «единственный штат США, добывающий алмазы» (Государственный парк «Алмазный кратер» был единственным на тот момент местом с месторождениями алмазом в Северной Америке, позже алмазы нашли в штатах Колорадо и Монтана). Двадцать пять белых звёзд вокруг алмаза указывают на то, что Арканзас был 25-м штатом присоединившимся к США. Синяя звезда выше надписи ARKANSAS символизирует Конфедеративные Штаты Америки, в составе которых состоял Арканзас.
Три звезды расположенные ниже надписи ARKANSAS имеют три различных значения:
- Три страны владевшие территорией Арканзаса — Испания, Франция и США.
- Покупка правительством США Луизианы (Новая Франция), из которой был позже выделен штат Арканзас, была подписана в 1803 году.
- Арканзас был третьим штатом (после штатов Луизиана и Миссури), образованным из купленных земель Луизианы.

## История флага

Оригинальный проект флага Вилли Каваног Хокер

Около 1912 года, филиал организации «Дочери Американской Революции» в Пайн-Блаффе, желая представить флаг штата для ввода в действие линкора «Арканзас», объявил конкурс на его разработку. Флаг, разработанный Вилли Каваног Хокер, был выбран победителем среди представленных шестидесяти пяти проектов. В отличие от нынешнего флага он изображался с тремя синими звёздами в середине алмаза и без надписи ARKANSAS. По требованию комитета конкурса под председательством Госсекретаря Эрла Ходджеса Хокер добавил надпись ARKANSAS и перестроил звёзды: одна на вершине и две на основании алмаза. Данный флаг был принят законодательным органом 26 февраля 1913 года.
В 1923 году законодательный орган добавил четвёртую звезду, символизирующую Конфедеративные Штаты Америки. Эта четвёртая звезда была первоначально размещена так, чтобы было две звезды выше надписи и две ниже. Такое расположение звёзд ставило Конфедерацию рядом с Испанией, Францией, и Соединёнными Штатами. Так как это нарушило другие два значения трёх звёзд, в 1924 году звезда Конфедерации была помещена выше надписи ARKANSAS и первоначальные три звезды ниже её, как это выглядит и сейчас.